# Iglesia de San Esteban (Abella de la Conca)

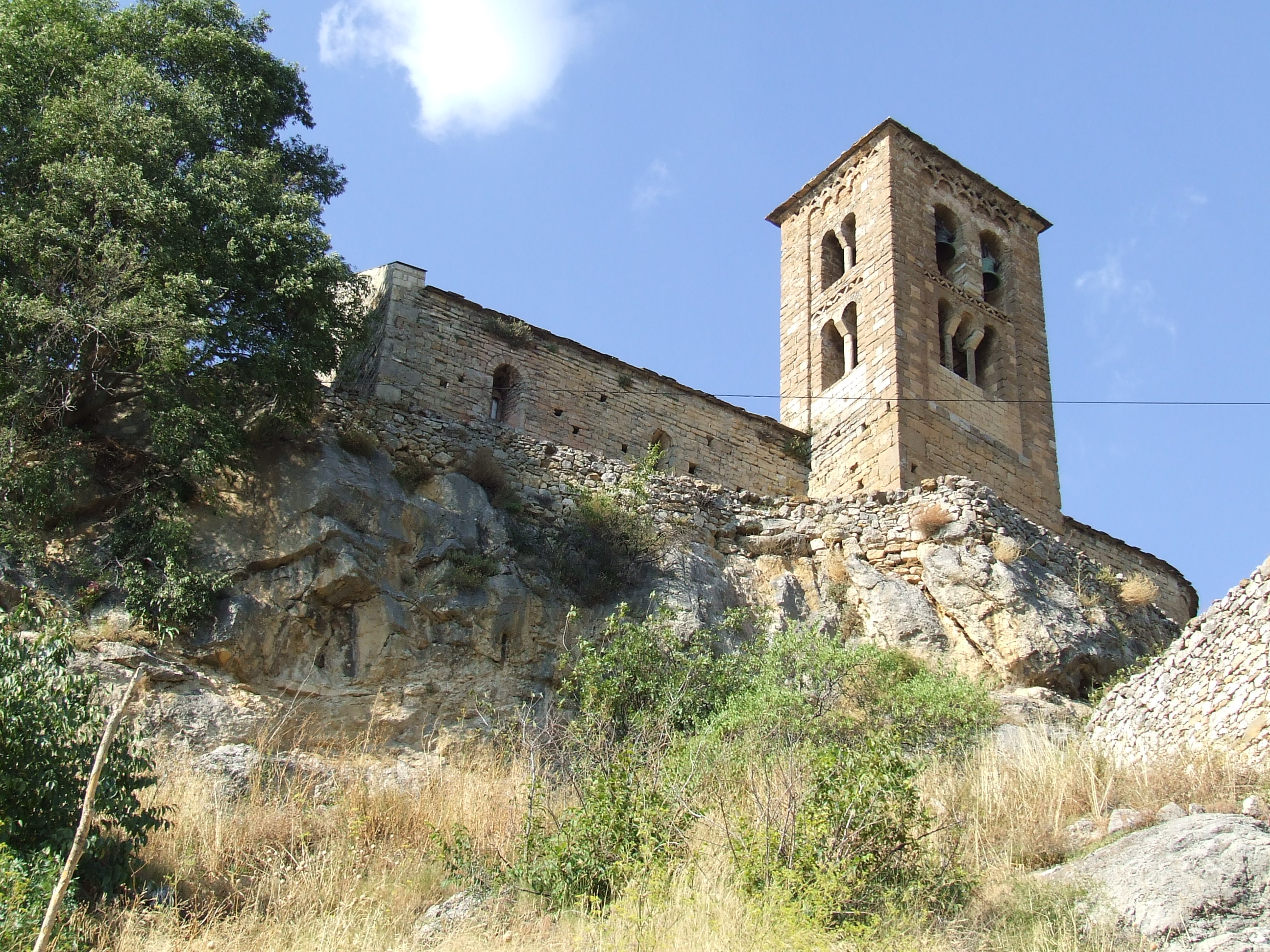
Iglesia de San Esteban desde la entrada del pueblo.

La iglesia de San Esteban es la parroquia románica del municipio de Abella de la Conca, en la comarca del Pallars Jussá, provincia de Lérida, Cataluña, España. Ha sido desde antiguo y hasta bien reciente la iglesia parroquial del pueblo (formalmente aún lo es, pero para comodidad de los vecinos del municipio, el culto habitual ha sido trasladado a la nueva iglesia de Santa Águeda, cerca del edificio de las antiguas escuelas, que hoy día hace de Casa de la Vila.

## Edificio
Es un edificio de planta basilical, con tres naves y tres ábsides, aunque la nave septentrional queda reducida a la mínima expresión: es sencillamente una capillita delante del ábside, que fue modernamente habilitada como sacristía. El resto de la nave, que queda casi toda ella por debajo del nivel de la calle adyacente, en algún momento fue anulada, quizás por la humedad y amenaza de ruina que debía presentar.
La separación entre la cabecera y las naves es muy sencilla, y el lugar que en otros templos ocupa el presbiterio, aquí se ve reducido a un arco, que se suele llamar arco presbiteral. En el caso de la nave central, en lugar de uno hay dos arcos presbiterales consecutivos. Las bóvedas de cañón de las naves están reforzadas a lo largo por tres arcos torales, que arrancan de pilares semicirculares superpuestos a los arcos cuadrangulares, de donde arrancan los arcos formeros, de poca altura, que separan las naves. Esto provoca una de las diversas originalidades de esta iglesia: los arcos entre la nave principal y las laterales toman una forma de cruz. Si el templo fuera del siglo XII, ya no se consideraría tan original, dado que esta forma de cruz con pilastras redondeadas es bastante frecuente, pero sobre todo en iglesias de mayor volumen que ésta.
La puerta primitiva, del siglo XI, está donde solían las puertas de los templos de aquella época, pero las reformas del siglo subsiguiente, que consistieron sobre todo en la erección del campanario y la apertura de la puerta en la fachada de poniente relegaron la primera puerta, muy pequeña, a un papel secundario. La nueva puerta ya tenía una anchura más notable, y era reforzada por una arquivolta en degradación.
Varias ventanas de doble derrame se abren en los muros meridional y occidental, así como en el centro de los ábsides. Las cubiertas de las naves son en diferentes niveles, ya que la nave central es sensiblemente más alta que las laterales.
La regularidad de las hiladas de sillares del conjunto del templo y la presencia de elementos decorativos en la misma construcción, como arcos ciegos-llamadas a menudo lombardos-los ábsides, nave y campanario, la disposición de las piedras para formar el arco superior de las ventanas, la presencia en el campanario de ventanas geminadas y triforadas, o unos frisos formando triángulos entre los pisos del campanario y bajo el alero del tejado, confieren a la iglesia un aspecto superior al lugar donde se yergue el templo. Posiblemente se podría ver la mano de los señores de Abella, preocupados por construir un templo que fuera adecuado al nivel que ellos pretendían para sus dominios.
Destaca en el conjunto la torre-campanario de dos pisos, que hace visible, más por su ubicación que por la misma altura que tiene, la iglesia de San Esteban desde prácticamente cualquier lugar del sector plano del término, y la cabecera triabsidal . Además, el conjunto de cabecera y campanario es la primera visión, impactante, que recibe al visitante al subir por la calle del pueblo que conduce a la iglesia. Y si es de noche, iluminada, aún más.

## Retablo gótico
Conservaba un retablo gótico de Pere Serra de pequeñas proporciones, pintado aproximadamente en 1375.
Este retablo es famoso por varios motivos:
- Fue mostrado en la Exposición Internacional de Barcelona de 1929.
- Durante la guerra civil española se tuvo que esconder en el hospital de Santa María de Lérida para evitar que fuera destruido.
- Fue robado en 1972 y se convirtió en un emblema que representaba la situación del arte religioso en Cataluña a finales del siglo XX.[1]
- Actualmente se encuentra en el Museo Diocesano de Urgel.[2]

## Historia
Esta iglesia sustituyó, a finales del siglo XI, la anterior, que estaba en el castillo. Se tiene documentación desde el 1100: Guillem Guitart y su mujer donan esta iglesia y la de Sant Vicente de Bóixols a Santa María de Solsona (que en aquel momento no era todavía la sede de un obispado propio, sino un templo monacal dependiendo del obispado de Urgel). En este mismo documento se menciona otra iglesia en Abella de la Conca: la de Santa María, que se reservan para su uso y dominio los signatarios del documento. De esta última iglesia apenas queda nada. A partir del 1100 son ya frecuentes las menciones de esta iglesia en la documentación medieval.